# Ярополк II
Ярополк II Владимирович е велик княз на Киевска Рус от 1132 до 1139 г. Той е син на Владимир II Мономах и Гита от Уесекс и наследява по-големия си брат Мстислав I. Наследен е от по-малкия си брат Вячеслав.
Преди да стане велик княз Ярополк управлява в Переяслав (1114 – 1132). При управлението му продължават военните сблъсъци между наследниците на Владимир Мономах и Олег Светославич, като в тях се включват и кумански наемници.
През 1116 г. Ярополк се жени за аланската принцеса Елена, от която има един син, Василко Ярополкович.